# Melhor jogador sub-21 de rugby do mundo pela IRB
O IRB International U21 Player of the Year foi um prêmio anual, que se repetiu de 2001 a 2006, e era entregue pela International Rugby Board (IRB) ao melhor jogador sub-21 de rugby do mundo durante aquele ano.
Em 2008, a IRB resolveu juntar este prêmio e o dado ao melhor jogador sub-19 numa mesma categoria: IRB Junior Player of the Year.

## List of winners
- 2001:  Richie McCaw
- 2002:  Pat Barnard
- 2003:  Ben Atiga
- 2004:  Jerome Kaino
- 2005:  Tatafu Polota-Nau
- 2006:  Lionel Beauxis